# Pycnogaster sanchezgomezi
Pycnogaster sanchezgomezi är en insektsart som beskrevs av Bolívar, I. 1897. Pycnogaster sanchezgomezi ingår i släktet Pycnogaster och familjen vårtbitare.

## Underarter
Arten delas in i följande underarter:
- P. s. sanchezgomezi
- P. s. constricta